# مارغو والستروم
مارغو إليزابيث والستروم (بالسويدية: Margot Elisabeth Wallström) وهي سياسية ودبلوماسية سويدية من حزب العمال الديمقراطي الاجتماعي السويدي ولدت في يوم 28 سبتمبر 1954 في بلدة سكيليفتيا في السويد، تشغل حالياً منصب وزيرة خارجية السويد، وسبق لها شغل منصب المفوّضة الأوروبية للعلاقاتِ المؤسساتيةِ وإستراتيجيةِ الإتصالِ، وسبق لها شغل منصب نائبة رئيس اللجنة الأوروبية والمسؤولة الأوروبية عن البيئة، أشتهرت حالياً بتصريحاتها ضد النظام السعودي بسبب قولها أن السعودية هي من تدعم الإرهاب الإسلامي في الشرق الأوسط والعالم.

## روابط خارجية
- مارغو والستروم على موقع IMDb (الإنجليزية)
- مارغو والستروم على موقع مونزينجر (الألمانية)